# Maróti János (macsói bán)

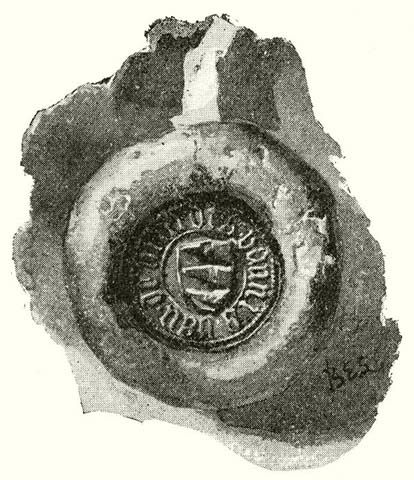
A macsói bán pecsétje. Azért került sárkányfog a családi címerbe, mert Szent István idején élt ősük, Gutkeled nemzetségbéli Vid legyőzte az Ecsedi-láp sárkányát.

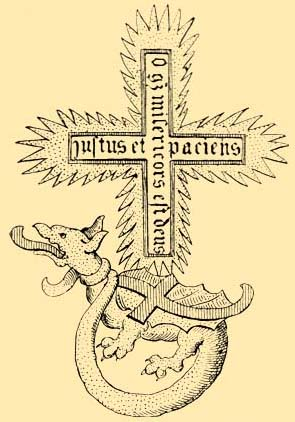
A Sárkány Lovagrend első fellelhető ábrázolása 1483-ból

Maróti János vagy (Maróthi János) vagy (Maróthy János) (1366 körül – 1434) macsói bán. A Gutkeled nemzetségbeli János fia. Testvérével, Dénessel együtt Zsigmond király oldalán részt vett a Nikápolyi ütközetben. Testvére, Maróthi Dénes itt esett el 1396-ban, Maróthi János a nikápolyi csatából szerencsésen megmenekült, Zsigmond királynak hűséges embere maradt, kiváltképpen a Horváth János pártja ellenében.

## Élete
1393-ban udvari lovag. A Garai rokonsághoz tartozó Maróti János a Garai-vérengzésben 1386. július 25-én megsebesült és fogságba esett. Kiszabadulva ifjabb Garai Miklóshoz és Zsigmondhoz csatlakozott. Részt vett a havasalföldi (1395) és a nikápolyi hadjáratokban (1396, itt Maróti János feladata volt a török sereg erejének felderítése, s a csatában megsebesült). 1397-1398-ban székely ispán, 1398-tól 1408-ig macsói bán. 1399-ben Békatoroki Picsere Lászlót, egy IV. Béla nevére hamisított oklevél miatt Maróti János macsói bán halálra ítélte a Tolna megyei közgyűlésen. Zsigmond oldalán küzdött az 1403-i felkelés ellen, elfoglalta Ludányi Tamás várait. A gyulai uradalmat 1403-ban Maróti János, macsói bán kapja meg, a vár kiépítését olasz mesterekkel ő kezdi el. Az 1403. november 6. - 1408. november 14. közötti üresedés idején 1406. november 22-ig  a kalocsai érsekség világi kormányzója. Garai rokonaként tagja volt az 1401-es Zsigmond elleni összeesküvés és a király siklósi fogságból való szabadulása után létrejött siklósi ligának és a Sárkány Lovagrendnek is. 1414-ben friauli kormányzó, 1415-ben Konstanzban járt, abban az évben Csupor Pállal és Garai Jánossal csatát vesztett és a törökkel szövetkezett Hervoja bosnyák majordomus és spalatói herceg foglya volt, de nagy összegért kiváltotta magát. 1427-ben Havasalföldön Dan román vajdát helyezte vissza trónjára. 1427-1428-ban ismét macsói bán. Kitűnő, de kegyetlen hadvezérnek ismerték. Zsigmond bőkezűen jutalmazta szolgálatait, a gyulai (Békés vármegye) és velikei (Kőrös vármegye) uradalmakon kívül a lázadók vagyonából nagy birtokokat kapott és zálogok révén is szerzett ilyeneket. Uradalmát fokozatosan építette ki, Atyán és Gyulán ferences kolostort alapított.
Halála után a nyitrai templomban temették el.
Két fia – János és László – és egy Anna nevű leánya született. Anna 1437-ben Koronghi János jegyese lett, de az egybekelés előtt a két fél rokonsága közt támadt viszály és vérontás folytán IV. Jenő pápa engedélyével a pécsi püspök a jegyeseket elválasztotta.
László fia szintén macsói bán lett.